# Superman

Version des Logos der Superman-Comics

Superman (englisch für „Übermensch“; deutsch auch Supermann) ist der Name einer Comicfigur, die in den 1930er-Jahren von den beiden US-Amerikanern Jerry Siegel und Joe Shuster geschaffen wurde und in ihrer heute bekannten Form im Juni 1938 ihren ersten Auftritt in Action Comics #1 hatte.
Die Figur ist der erste Superheld der Comicgeschichte, begründete ein Comicgenre und zählt zum Kreis der fiktiven Charaktere mit dem weltweit höchsten Wiedererkennungswert. Zudem gilt „Supie“, wie er von seinen Fans gelegentlich genannt wird, auch als einer der beliebtesten Helden überhaupt.

## Figurenhistorie

### Entstehung

#### Idee und erste Veröffentlichungen
Die Idee und das ursprüngliche Konzept für Superman wurden in den frühen 1930er-Jahren von den beiden amerikanischen Teenagern Jerry Siegel und Joe Shuster entwickelt. 1932 begannen Siegel und Shuster – zwei begeisterte Science-Fiction-Fans, die sich während ihrer gemeinsamen Schulzeit in Cleveland, Ohio, kennengelernt hatten – in ihrer Freizeit ein selbstgestaltetes Laienmagazin herauszugeben. In diesem Organ, das sie kurz Science Fiction nannten, veröffentlichten sie selbst verfasste Geschichten in ihrem Lieblingsgenre. Während Siegel als Autor fungierte, verlagerte Shuster sich darauf, Bildmaterial zur Illustration von Siegels Geschichten zu zeichnen.
Im Jahr 1933 erstellten sie die erste Ausgabe von Science Fiction. Sie platzierten unter anderem eine 1932 von Siegel geschriebene Kurzgeschichte mit dem Titel The Reign of the Super-Man. Diese handelte von einem glatzköpfigen Bösewicht, der plant, mit Hilfe seiner übermenschlichen mentalen Fähigkeiten (Telepathie, Telekinese etc.) die Herrschaft über die Menschheit zu erlangen.
In den folgenden Jahren unterzogen Siegel und Shuster ihre Idee einer Generalrevision: Zum einen entschieden sie, ihre Figur von einem Schurken zu einem „Kämpfer für das Gute“ zu machen, und zum anderen ersetzten sie seine mentalen „Superkräfte“ durch physische Fähigkeiten, in der Annahme, dass diese ein größeres Erzählpotenzial besitzen würden und sich außerdem optisch eindrucksvoller in Szene setzen lassen würden. Bei der Ausarbeitung der neuen Figur war der US-amerikanische Comiczeichner Tony Strobl beteiligt, den Siegel und Shuster während ihres gemeinsamen Studiums kennengelernt hatten. Strobl bezweifelte allerdings den Erfolg dieser Figur.
Mit ihrem veränderten Konzept versuchten Siegel und Shuster in den Jahren 1934 bis 1938 verschiedene Zeitungshäuser dazu zu bringen, die Figur als Comicstrip in ihren Zeitungen zu veröffentlichen. Nachdem diese Versuche nicht gefruchtet hatten, versuchten die beiden, verschiedene Verlage, die zu dieser Zeit in Amerika das neue Medium des Comicheftes auf dem Markt zu etablieren begannen, von ihrer Idee zu überzeugen. Ihren Bemühungen waren dabei zunächst jahrelang nur Misserfolg beschieden: Ein Verlag nach dem anderen lehnte die Veröffentlichung von Geschichten um die Superman-Figur ab, da diese „unreif“, „pubertär“ und „kindisch“ sei und keine Aussichten auf Erfolg habe. Erst der Verlag National Publications fand sich im Frühjahr 1938 bereit, Siegels und Shusters Superman eine Chance zu geben. Nachdem der Verlag die Idee in den vorherigen Jahren mehrmals abgelehnt hatte, sah er sich durch zwei Gründe veranlasst, das Konzept zu testen: Zum einen waren andere Konzepte für Comicreihen aus der Werkstatt von Siegel und Shuster, die National Publications in sein Programm genommen hatte – so die in den Detective Comics erscheinenden Abenteuer um den geheimnisvollen Doctor Occult – leidlich erfolgreich gewesen. Ein noch wichtigerer Anlass für den Verlag, auf das Superman-Konzept zurückzugreifen, dürfte der Zeitdruck gewesen sein, dem man sich bei der Vorbereitung der ersten Ausgaben der Action Comics ausgesetzt sah: Obwohl der Start der Serie kurz bevorstand, gab es nicht genug Material, um alle Seiten der Hefte füllen zu können. Von den 200.000 gedruckten Comics dieser Ausgabe existieren nach Schätzungen noch 100 Exemplare.
1938 kostete das Heft 10 Cent. 2014 wurde auf eBay eine dieser Erstausgaben für 3,2 Millionen Dollar versteigert.
Nachdem Action Comics #1 zu einem phänomenalen Verkaufserfolg geworden war, stellte National Publications Marktstudien an, um die Gründe für den Erfolg des Heftes herauszufinden. Zur Überraschung aller Beteiligten wurde festgestellt, dass die neuartige Figur Superman, die das Titelbild des Heftes geziert hatte, der Hauptgrund für den reißenden Absatz des Heftes war. National Publications machte die Superman-Geschichten daraufhin zu einem festen Bestandteil der Action Comics, in denen sie fortan in jeder Ausgabe und als „Hauptserie“ erschienen, das heißt als vorrangige Reihe gegenüber den anderen, im hinteren Teil der Hefte abgedruckten Reihen mit anderen Figuren.
Siegel und Shuster fuhren fort, die Superman-Geschichten gemeinsam mit einem wachsenden Mitarbeiterstab bis in die 1940er-Jahre zu gestalten. Die Rechte an ihrer Schöpfung traten sie für einen Scheck über 130 Dollar an den Verlag ab. Später wurde dies zum Anlass eines langjährigen Rechtsstreites, durch den Siegel und Shuster die Rechte an ihrer Figur zurückzugewinnen versuchten. Erst 1978 gewährte Time Warner, der Besitzer von DC-Comics, dem Verlag, in dem die National Publications später aufgegangen waren, den beiden eine jährliche Rente von 24.000 Dollar und nannte die Namen der beiden als Schöpfer der Figur in den Initial-Credits jeder Superman-Geschichte.
In den Vereinigten Staaten lag die Auflage der Action Comics 1940 bereits bei 800.000 Ausgaben, während man durch die dreimonatlich erscheinenden Superman-Hefte mit jeder neuen Ausgabe mehr als eineinviertel Millionen Exemplare absetzen konnte. Unter den in Übersee kämpfenden G.I.s waren die verschiedenen Superman-Comicserien während der Kriegsjahre die am häufigsten gelesenen Periodika. Hinzu kamen Superman-Comicstrips in mehr als 250 Sonntagszeitungen sowie eine dreimal pro Woche ausgestrahlte Superman-Radiosendung und, ab 1941, eine von den Fleischer Studios produzierte Reihe von Zeichentrickfilmen.
Auch außerhalb von Amerika wurde Superman in kurzer Zeit zu einem Verkaufsschlager: Von den englischsprachigen Ländern ausgehend fanden die Superman-Comics bald auf der ganzen Welt ihr Publikum. So waren Superman-Comics sogar im fernen Japan bereits in den frühen 1940er-Jahren erhältlich, wo unter anderem der japanische Kaiser Hirohito zu den begeisterten Lesern der Abenteuer des All American Heroes gehörte.
In Deutschland war die Veröffentlichung der Superman-Comics zunächst auf Veranlassung des nationalsozialistischen Regimes untersagt. Propagandaminister Joseph Goebbels, dem die Kontrolle oblag, welche Druckerzeugnisse damals in Deutschland erscheinen durften, brachte mit dem Ausruf „Superman ist ein Jude!“ in einer Reichstagssitzung des Jahres 1942 zum Ausdruck, was das Regime von dem amerikanischen Superhelden dachte. Nach einer nach nur drei Heften eingestellten Superman-Serie in den 1950er-Jahren, die den Titel Supermann getragen hatte, erscheinen die Geschichten um Superman hierzulande seit 1966 nahezu ohne Unterbrechungen.
Während des Kalten Krieges wurde Superman erneut zur Symbolfigur der amerikanischen Werte und Lebensart. Diesmal als Exponent der „freien Welt“ des amerikanischen Einflussbereiches im Gegensatz zur „unfreien Welt“ der Sowjetunion und ihrer Satellitenstaaten. Obwohl die Superman-Comics im Gebiet des Warschauer Paktes nicht offiziell erscheinen durften – der Generalsekretär der KPdSU, Nikita Chruschtschow, erklärte hierzu gegenüber dem Superman-Chefredakteur Mort Weisinger während dessen Besuch in Moskau: „Auch der Mann aus Stahl ist nicht in der Lage, den Eisernen Vorhang zu durchbrechen“ – zirkulierten die Superman-Comics im „Osten“ in großer Zahl durch private Verbreitung unter der Hand.

#### Einflüsse und Vorbilder
Für das Erscheinungsbild und den Charakter ihres Helden griffen Siegel und Shuster auf eine Vielzahl fiktiver Figuren und realer Personen zurück.
Einflüsse für den eigentlichen Superman waren Hugo Danner, der mit gewaltigen physischen Fähigkeiten ausgestattete Held aus Philip Wylies Roman Gladiator aus dem Jahr 1930, sowie der Schauspieler Douglas Fairbanks, an dessen dynamisch-akrobatischen Leinwandauftritten als Freibeuter, Musketier und Ähnlichem mehr sich Shuster bei der Gestaltung von Supermans „Himmelsturnereien“ orientierte.
Zu den weiteren Inspirationen, die weniger direkt in Superman einflossen, zählten die Hauptfiguren von abenteuerlichen Groschenheften wie Edgar Rice Burroughs’ Tarzan und Johnston McCulleys Zorro, von dem die Idee der Doppelidentität mit entlehnt wurde: Wie der junge Held der Zorro-Geschichten bei Tag den sanftmütigen Don Diego gibt und bei Nacht zu Zorro, dem feurigen Kämpfer für das Gute wird, ließen Siegel und Shuster Superman ein Doppelleben als introvertierter Zeitungsreporter Clark Kent einerseits und als verwegener Streiter für Recht und Gerechtigkeit in Gestalt des Superman führen. Das Erscheinungsbild von Supermans Alter Ego als bebrillter Softie-Reporter empfanden Siegel und Shuster – beide selbst Brillenträger – dabei einerseits sich selbst und andererseits Auftritten von Harold Lloyd in einigen seiner Filme aus den 1920er-Jahren nach, in denen dieser schlaksig und mit dicken Brillengestellen den Überweichling mimt. Den Namen Clark Kent setzten die beiden wiederum aus den Vornamen der Schauspieler Clark Gable und Kent Taylor zusammen.
„Superman“ ist die gängige englische Übersetzung des deutschen Wortes „Übermensch“. Es ist nicht klar, ob den Schöpfern der Superman-Figur Nietzsches Ideen vom Übermenschen bekannt waren und wie weit sie davon – direkt oder indirekt – beeinflusst wurden. In den vergangenen Jahren rückte der jüdische Hintergrund der zwei Autoren in der Forschung in den Vordergrund. Als Kinder von jüdischen Flüchtlingen mit Diskriminationserfahrung, ist die Fantasie übermächtige Heldenfiguren, die die Welt retten, vielsagend.
Den Namen für die Stadt, in der Clark Kent lebt und arbeitet, haben die zwei Erfinder aus einem ihrer Lieblingsfilme: Metropolis von Fritz Lang.

### Comics
Im Anschluss an den gewaltigen Erfolg der ersten Superman-Geschichte in Action Comics #1 wurden die Geschichten um den „Mann aus Stahl“ zum Hauptinhalt der Serie. Andere Features des DC-Universums wie Zatara oder Congo Bill traten demgegenüber in den Hintergrund, was sich unter anderem darin widerspiegelt, dass Superman fast ausnahmslos, bis auf einige wenige Ausnahmen in den ersten Jahren, alle Titelbilder der Serie für sich vereinnahmen konnte. Seit den 1950er-Jahren sind die Superman-Geschichten, abgesehen von gelegentlichen „Backup-Reihen“ um andere Figuren, die in unregelmäßigen Abständen einmal kurzzeitig in die Serie eingebaut werden, der einzige permanente Inhalt der Serie. Mit einer mehr als siebzigjährigen Veröffentlichungsgeschichte sind die Action Comics mittlerweile die am längsten kontinuierlich erscheinende Comicserie weltweit. Mit einer Ausgabenzahl, die sich der Heftnummer #900 annähert, besitzt die Serie zudem den zweithöchsten Nummernstand einer Comicserie überhaupt. Allerdings läuft seit 2011 infolge von The New 52 die zweite Reihe.
Bereits 1939 begann National Publications/DC zudem damit, sein Superman-Programm kontinuierlich auszubauen. Mit dem Start der gleichnamigen Serie Superman begann eine lange Reihe weiterer Veröffentlichungen beziehungsweise Veröffentlichungsformate um Siegel und Shusters Superhelden. Spätere Serien waren und sind unter anderem World’s Finest Comics (gemeinsame Geschichten von Superman mit seinem dunklen Mitstreiter Batman), Superman: Man of Steel, Adventure Comics (mit Geschichten um Supermans jugendliches Ich Superboy) sowie die Spin-off-Serien Steel, Supergirl und Superboy, die Figuren in den Mittelpunkt stellen, die ursprünglich als Nebenfiguren von Superman in dessen Comics eingeführt worden sind.
Der Erfolg Supermans zog eine ganze Reihe von weiteren Superhelden nach sich: 1939 Batman, 1940 The Flash und Green Lantern, 1941 Wonder Woman. Der Konkurrenzverlag Timely (später Marvel) schuf die Superhelden Captain America, Human Torch und Namor (im Original: Namor the Sub-Mariner). Während des Zweiten Weltkrieges gab es insgesamt 160 verschiedene Superheldentitel von mehr als zwei Dutzend Verlagen, mit einer Gesamtauflage von 300 Millionen Heften und einem jährlichen Umsatz von 30 Millionen Dollar.

### Geschichte der Figur

#### Zeitliche Einteilung der Comics

Superman-Logo seit den 1960er-Jahren

Im Verlauf der Jahre unterzog sich die Figur des Superman immer wieder verschiedenen Wandlungen. Neben Anpassungen an zeitgeschichtliche Entwicklungen umfassten diese zum Teil auch Veränderungen am Aussehen, den Fähigkeiten und Schwächen, der Hintergrundgeschichte und den Gegnern und Ähnliches. Die wesentlichen Änderungen fanden entlang der verschiedenen Entwicklungsperioden amerikanischer Mainstream-Comics statt. Insofern unterscheidet man heute zwischen der Superman-Darstellung des Golden Age (1935–1953), des Silver Age (1953–1970), des Bronze Age (1970–1986) sowie des Modern Age (seit 1986).
Anfang der 1940er-Jahre wurde das Comic World’s Finest Comics publiziert, das zunächst getrennte Geschichten der verschiedenen Superhelden vorsah – dabei immer auch jeweils Geschichten von Superman und Batman, den beiden Hauptfiguren des DC-Comics-Verlages. Während der 1950er-Jahre nahm die Popularität der Superhelden-Comics zunehmend ab. Infolgedessen kam es zu Ausgabenkürzung und zu einer Zusammenlegung der Geschichten rund um Superman und Batman zu einer einzigen, gemeinsamen Geschichte. Ab da begann bei DC die Vorstellung, dass alle ihre Superhelden in einem gemeinsamen Universum existieren. Zugleich wurden damit die Weichen für die spätere Gerechtigkeitsliga (auch: Liga der Gerechten; Original: Justice League of America) gestellt – eine Superheldenvereinigung, der im Verlauf der Zeit auch Superman und Batman beitraten und zu deren fünf Gründungsmitgliedern populäre Figuren wie Green Lantern, The Flash und Aquaman gehören.
Mit Beginn des Modern Age Mitte der 1980er-Jahre erfuhr die Figur des Superman – neben vielen anderen – eine grundlegende Änderung. Auslöser war ein Umdenken des herausgebenden Verlages DC Comics, welches sich in einer Miniserie bzw. einem Ereignis namens Crisis on Infinite Earths („Krise der Parallelerden“) manifestierte. Bis zu diesem Zeitpunkt hatte es in der DC-Welt mehrere unterschiedliche Paralleluniversen gegeben, mit denen die Unterschiede zwischen den älteren und der damals aktuellen Version von Superman, aber auch den Versionen anderer Figuren erklärt werden sollten. Obwohl seit Jahren praktisch alle Geschichten in einem einzigen Universum (der sogenannten Erde-1) stattfanden und es nur gelegentliche Ausflüge nach Erde-2 (Golden-Age-Versionen der Superhelden) oder Erde-3 (moralische Inversion: Bekannte Superhelden sind dort böse, Superfeinde wie Lex Luthor hingegen gut) gab, wurde dieses Konstrukt als zu kompliziert für die Leser empfunden und bereinigt. Mit der Crisis wurde die Herkunft vieler Figuren, wie Green Lantern (auch: Grüne Leuchte) oder Aquaman, umgeschrieben und zusammengeführt. Andere Figuren, wie Supergirl, ließ man sterben. Viele Änderungen hatten aber unbedachte Auswirkungen, die in mehreren, serienüberspannenden Geschichten korrigiert werden sollten. Dieser Prozess ist noch nicht abgeschlossen, derzeit nähert sich Superman samt assoziierten Figuren und Titel wieder seiner früheren Version an.

#### Herkunftsgeschichte
Supermans Herkunftsgeschichte wurde im Laufe der Jahre immer wieder verändert, bleibt im Kern aber die folgende:
Der auf dem fernen Planeten Krypton lebende Wissenschaftler Jor-El entdeckt, dass die Zivilisation der Kryptonier durch eine nahende Katastrophe dem Untergang geweiht ist. Um seinen dreijährigen Sohn Kal-El zu retten, schickt er ihn mit einem Raumschiff zur Erde. Das Raumschiff landet dort im amerikanischen Bundesstaat Kansas, am Stadtrand Smallvilles. Der Junge wird als Waise von dem kinderlosen Farmerehepaar Kent gefunden, das ihm den Namen Clark gibt und ihn als eigenen Sohn großzieht.
Schon bald erkennt er seine besonderen Kräfte. Nach seiner Schulzeit bereist er die Welt und entschließt sich, das Verbrechen zu bekämpfen. So entsteht seine zweite Identität: Superman, der Mann aus Stahl. Superman kann fliegen (bis 1950 nur besonders hoch und weit springen), ist stark wie eine Lokomotive, schneller als eine Pistolenkugel und nahezu unverwundbar.
Im Alltag arbeitet er für den Daily Planet, die wichtigste Zeitung seiner Heimatstadt Metropolis (Synonym für „die Großstadt“), was ihm die Möglichkeit bietet, gleich an Ort und Stelle zu sein, wenn er gebraucht wird. Ebenso berühmt wie der Mann aus Stahl selbst ist seine Kollegin beim Daily Planet, Lois Lane, die ihn zwar anhimmelt, aber von seinem vermeintlich tollpatschigen Alter Ego Clark Kent nichts wissen will.

### Verwendung in der politischen Propaganda
Aufgrund seiner großen Popularität wurde Superman bereits während des Zweiten Weltkrieges, insbesondere nach dem amerikanischen Kriegseintritt im Dezember 1941, zu Propagandazwecken instrumentalisiert. In den Jahren 1942 bis 1945 entstanden zahlreiche Geschichten, in denen er auf Seiten der Alliierten gegen deutsche und japanische Truppen kämpft. Führende feindliche Politiker wie Hitler, Tojo oder Mussolini durfte der Held vor allem auf den Coverbildern seiner Comics desavouieren, zum Beispiel, indem er ihnen zusammen mit Batman auf der Titelseite einer Ausgabe der World’s Finest Comics auf einem Jahrmarkt Torten ins Gesicht schleudert. In einem Comicstrip von 1940 überführt er Adolf Hitler und Josef Stalin sogar dem Völkerbund, der die beiden Diktatoren wegen Angriff auf wehrlose Länder verurteilt. Bei den amerikanischen Truppen, die die Comics häufig von ihren Angehörigen als Teil von Verpflegungspaketen mitgeschickt bekamen, erfreuten sich solche Geschichten und Karikaturen, trotz ihrer Verharmlosung des Kriegsgeschehens, großer Beliebtheit.
In der Zeit des Kalten Krieges unterblieb eine direkte Konfrontation Supermans mit dem Kommunismus als dem ideologischen Gegner. Stattdessen brachten die Macher der Comics ihre Haltung mit subtileren Mitteln zum Ausdruck. So ließen sie Superman auf den Titelblättern seiner Comics in nationalstolzer Manier mit der amerikanischen Flagge oder mit dem Weißkopfadler, dem nationalen Symbol der Vereinigten Staaten, auf seinen Schultern oder seinem Arm auftreten. Die Haltung der wertemäßigen Überlegenheit des Westens über den Ostblock wurde auch mit der selbstbewussten Formel unterstrichen, Superman kämpfe für „Wahrheit, Gerechtigkeit und die amerikanische Lebensart“ („Truth, Justice and the American Way“), eine Losung, die Ende der Vierzigerjahre aufkam und in den 1950ern durch die Fernsehserie mit George Reeves popularisiert wurde.
Eine gegenteilige Interpretation verfolgte der Psychiater Fredric Wertham, der in seinem 1954 erschienenen Buch Seduction of the Innocent Superman als jugendgefährdend ansah.
Neuere Interpretationen des Superman-Stoffes vermeiden demgegenüber eine ideologische Vereinnahmung Supermans: In den Comics erscheint er seit den 1980er-Jahren verstärkt als Beschützer der ganzen Welt, anstatt als ein dezidiert amerikanischer Held. Einige in den Vereinigten Staaten – zumindest politisch – mehrheitsfähige Positionen lehnt Superman dabei seit jeher ab: So weigert er sich beharrlich, selbst seine schlimmsten Widersacher zu töten, was im Kontrast zu der in zahlreichen US-Bundesstaaten existierenden Todesstrafe steht.

## Übermenschliche Eigenschaften

### Kräfte und Fähigkeiten
Seine übermenschlichen Kräfte werden dadurch erklärt, dass sein Körper unter unserer gelben Sonne (im Gegensatz zur roten Sonne Kryptons) mit Energie aufgeladen werde. Dies soll an seiner extrem dichten Molekularstruktur liegen. Auch sei die Schwerkraft auf Krypton sehr viel höher als auf der Erde. Jeder Kryptonier habe damit auf der Erde dieselben (oder ähnliche) Fähigkeiten.
Diese wurden oft verändert, bleiben im Kern aber folgende:
- enorme Schnelligkeit („Faster than a speeding bullet“)
- übermenschliche Stärke („More powerful than a locomotive“)
- die Fähigkeit zu fliegen (ursprünglich konnte er lediglich sehr weit bzw. hoch springen: „Able to leap tall buildings in a single bound“)
- Unverwundbarkeit (nahezu unverwundbar)
- Supergehör – auch sehr entfernte bzw. sehr leise Geräusche werden wahrgenommen, ebenso besonders hohe und tiefe Frequenzen
- Hitzeblick – mit Laserstrahlen aus der Science Fiction vergleichbar
- Röntgenblick, mit dem er durch alles außer durch Blei blicken kann
- Scanblick – Superman ist in der Lage, durch Kleidungsstücke und andere Objekte hindurchzusehen
- Infrarotblick (Superman kann auch Wärmesignaturen z. B. von Verschütteten oder aber ansonsten unsichtbare Objekte wie z. B. Infrarotsterne sehen)
- Mikroskopblick – selbst einzelne Atome können von Superman gesehen werden
- Teleskopblick – extreme Sichtweite, in einigen Versionen bis in den interstellaren Bereich
- Superatem – extrem hohes Lungenvolumen
- fotografisches Supergedächtnis (Superman kann extrem schnell lesen und die daraus gewonnenen Informationen auch ebenso schnell verarbeiten – er besitzt jedoch keine eigentliche Superintelligenz)
- Hypnosefähigkeiten (in einigen Comics und den Filmen verfügt Superman über die Fähigkeit, andere Menschen unwillkürlich oder aber gezielt zu hypnotisieren. Dadurch wollte man erklären, warum ihn niemand in seinem Alltagsleben als Clark Kent erkennt, obwohl er nur eine Brille trägt. Durch diese unterschwellige Hypnosefähigkeit kommen seine Mitmenschen gar nicht auf die Idee, er könne Superman ähnlich sehen. In der Kinoversion von Superman II – Allein gegen alle küsst Clark Kent Lois Lane, die inzwischen um sein Geheimnis weiß, wodurch sie jede Erinnerung, das Geheimnis betreffend, verliert)

Durch das Kombinieren verschiedener Eigenschaften ergeben sich weitere Superkräfte, wie etwa eine „Superpuste“, bei der teilweise riesige Luftmengen eingeatmet, verdichtet und dann wieder kontrolliert so ausgeatmet werden, dass der entstehende Luftstrom zur Kühlung bis hinab zu extrem niedrigen Temperaturen genutzt werden kann. Außerdem dient diese komprimierte Luft als Atemluftvorrat, da Superman nicht in allen Versionen ohne Sauerstoff leben kann.
Je nach Version/Medium sind die Kräfte unterschiedlich stark ausgelegt. So schwankt die Stärke von „kann Wolkenkratzer anheben“ bis „kann Planeten aus der Bahn schieben“ und die Fluggeschwindigkeit von Überschall- bis Überlichtgeschwindigkeit. In manchen Geschichten wird Superman nachts schwächer und muss sich erst wieder von der Sonne „aufladen“ lassen.

### Schwächen
1945 tauchte zum ersten Mal die mysteriöse Substanz Kryptonit in der Superman-Radio-Show auf. Man hatte es erfunden, um den kurzzeitigen Stimmenwechsel der Hauptperson zu erklären, da der ursprüngliche Sprecher wegen einer Krankheit ausgefallen war.
Von Kryptonit gibt es viele verschiedene Formen:
Die häufigste und zugleich wohl bekannteste Variante ist Grünes Kryptonit. Es wirkt wie ein radioaktives Gift. Es schwächt Superman und seine Körperaura und kann ihn sogar töten, wenn er ihm über einen längeren Zeitraum ausgesetzt ist.
Das ebenfalls relativ bekannte Rote Kryptonit hat in den Comics sehr unterschiedliche Folgen. Spätestens seit der Serie Lois & Clark macht es ihn schrittweise (je nach Dauer der Aussetzung) böse und lässt ihn jede Hemmung verlieren. Es ist gleichzusetzen mit dem künstlichen grünen Kryptonit aus dem Film Superman III. In der Fernsehserie Superman – Die Abenteuer von Lois und Clark (Folge 2.20 Das Rote Kryptonit) lässt es Superman gleichgültig bis depressiv werden. Durch die Nähe zu rotem Kryptonit wird er unkontrollierbar und legt dabei auch seine sonstige Zurückhaltung Frauen gegenüber ab.
In der TV-Serie Smallville treten noch weitere Formen auf, u. a. das Blaue Kryptonit, in dessen Nähe Kryptonier ihre Kräfte verlieren und menschliche Eigenschaften annehmen.
Der klassische Prä-Krisen-Superman verlor zudem unter roter Sonnenstrahlung seine Superkräfte. Unter orangefarbener Sonne halbierten sich seine Kräfte. Auch in neuerer Zeit wird Superman durch rotes Sonnenlicht geschwächt.
Superman ist darüber hinaus verletzbar durch Magie. Außerdem kann sein Mitleid ausgenutzt oder seine Psyche angegriffen werden. Wie jedes Lebewesen hat auch Superman damit zu kämpfen, nicht überall zugleich sein oder nicht dauerhaft ohne Atmung, Schlaf und Nahrung leben zu können.

## Das Kostüm im Wandel der Zeit

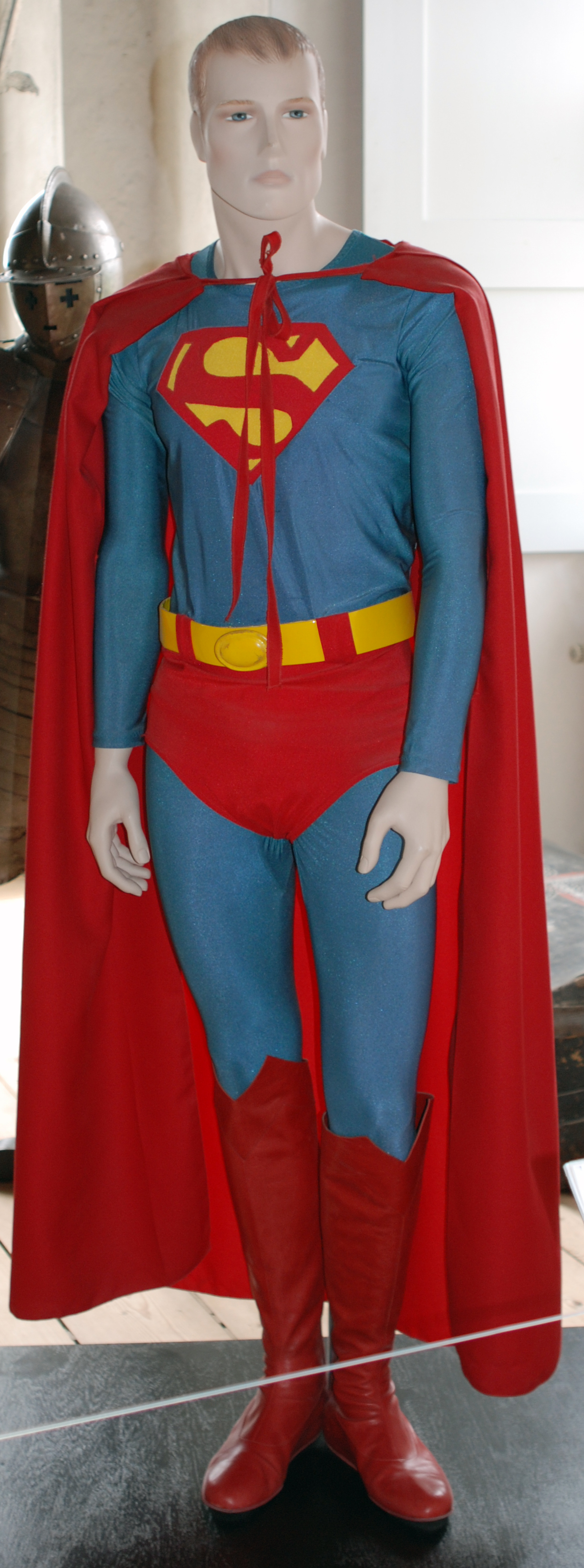
Superman-Kostüm

In Supermans Geschichte wurde sein Kostüm, das sich von Akrobatenkostümen herleitet, von vielen gezeichnet – aber die wichtigsten Elemente seines Kostüms blieben unangetastet. Superman trägt ein blaues Kostüm komplettiert von roten Überhosen, roten Stiefeln, einem gelben Gürtel und einem langen roten Cape. Weiterhin gibt es ein hoch stilisiertes Superman-Insigne – bestehend aus einem großen roten „S“ umschlossen von einem gelben Schild mit einem roten Rand – welches auf seiner Brust angebracht ist. Das in frühen Abenteuern wie ein mittelalterliches Familienwappen anmutende Superman-Symbol entwickelte sich stetig zum uns bekannten und wurde über die Jahre immer größer, bis es Ende der 1990er-Jahre fast die gesamte Brust umspannte.
Laut Superman #146 (Vol. 1) erfand Martha Kent das Kostüm, als sie einen Super-Strampelanzug für den wachsenden Superman entwickelte, weil die Kleidung, die sie im Geschäft kaufte, immer wieder beim Spielen zerstört wurde. Glücklicherweise hatten die Kents die Weitsicht, die drei Decken – eine rote, eine blaue und eine gelbe – mit denen Superman in seiner Rakete die Erde erreichte, aufzuheben. Jahre später änderte Martha Kent das Kostüm, und es wurde zu dem heute bekannten Superman-Kostüm.
Supermans Kostüm wird oft als unzerstörbar beschrieben, da es, wie der Mann aus Stahl selbst, vom Planeten Krypton stammt. Dadurch hält es Feuer, Pistolenkugeln und sogar Explosionen stand. Manche Inkarnationen zeigen jedoch eine Vielzahl an Kostümen in Clark Kents Kleiderschrank, die er zusammen mit seiner Mutter schneiderte. Da dieses Material von der Erde stammt, hat er durch seine Arbeit einen hohen Verschleiß.
Dieser Wechsel wurde in der Comicserie Man of Steel von John Byrne etabliert und erklärt, dass Supermans Körper eine schützende Aura produziert, die nicht nur ihn unverwundbar macht, sondern auch einige Millimeter reicht und damit enganliegende Kleidung schützt. Diese Variante wird auch in der Fernsehserie Superman – Die Abenteuer von Lois & Clark verwendet.
1998 folgte dann in Superman #123 (Vol. 2) ein kompletter Wandel seines Kostüms. Superman wurde in ein Wesen aus Energie verwandelt und musste in einen blau-weißen, extra dafür entworfenen Anzug gesteckt werden, der seine neue Existenzform zusammenhielt. Später wurde er vom Cyborg Superman in ein blaues und ein rotes Energiewesen gespalten, welche aber durch die Millennium Giants wieder zusammengeführt wurden und die auch seine ursprüngliche kryptonische Gestalt wiederherstellten.
Für Superman Returns (2006) wurde ein moderneres Kostüm mit einem dunkleren Rot und einem modifizierten Logo entworfen. Auch in den Comics erfolgte eine Veränderung, als zum Neustart des DC-Universums (The New 52, 2011) Superman ein nun völlig neues Kostüm erhielt, welches nicht von seinen Eltern, sondern von Brainiac stammt.
Der letzte Wandel folgte dann für Man of Steel (2013). Das Kostüm wurde dahingehend verändert, dass man die rote, über dem Dress liegende „Unterhose“ ganz entfernte und auch den Gürtel nicht mehr stechend Gelb, sondern größtenteils in und an das dunklere Blau des Kostüms anpasste. Auch das Superman-Logo auf der Brust wurde leicht verändert.

## Andere Medien
Die Comicfigur des Superman wurde bereits in frühen Zeiten durch andere Medien publiziert. Neben Fernsehserien, Spielfilmen und Videospielen zählt beispielsweise auch die Musikbranche dazu.

## Parodien
Als einer der bedeutendsten Superhelden bot Superman schon immer viele Gelegenheiten für Parodien. So erschien ab 1962 die Figur Wunderwarzenschwein (Wonder Wart-Hog) des amerikanischen Zeichners Gilbert Shelton.
Paul Murry erfand 1965 Goofys Superhelden-Ego Supergoof, dessen Geheimnis Erdnüsse waren, die im amerikanischen Original mit Staub eines Meteoriten bestrahlt waren und nach ihrem Verzehr Superkräfte verliehen. Supergoof besitzt dieselben Fähigkeiten und Kräfte wie Superman, allerdings wirken die Nüsse nur eine begrenzte Zeit und seine geistigen Fähigkeiten bleiben dabei dieselben.
Der spanische Zeichner Juan López Fernández brachte 1973 mit Superlópez (auf Deutsch Super-Meier) eine Parodie auf den Markt, in der ein schusseliger Durchschnittsbürger Superkräfte besitzt, die ihn in allerlei schwierige Situationen bringen.
In Akira Toriyamas Dr. Slump (1980–1984) taucht die Figur des Suppaman auf, der sich in einen „Superhelden“ verwandelt, wenn er Umeboshi isst. Suppaman trägt ein Kostüm mit dem japanischen Schriftzeichen für „su“, außerdem fällt ihm so wie bei Superman eine Locke ins Gesicht. Sein realer Name lautet Kenta Kuraaku („Kent Clark“).
Radioactive Man, die Lieblingscomicfigur von Bart Simpson, ist eine weitere Parodie auf Superman, was auch dessen bürgerlicher Name Claude Kane III (dieselben Initialen wie Clark Kent) zum Ausdruck bringt. Radioactive Man hat seit der ersten Staffel immer wieder Auftritte in der Trickfilmserie Die Simpsons bzw. in den vom Panini Verlag herausgegebenen Simpsons-Comicheften.
In Monty Pythons Sketch Bicycle Repair Man ist der Fahrradmechaniker der Superheld, während alle „gewöhnlichen Bürger“ Superman-Kostüme tragen.
Die Drawn-Together-Figur Captain Hero parodiert allgemein die proamerikanischen Comicsuperhelden, aber ganz besonders Superman. Dies zeigte sich eindeutig in einer Folge, in der Captain Hero reumütig seine Kräfte in einer Eiskristallhöhle (wie aus den bekannten Superman-Filmen) abgibt und dadurch im Rollstuhl landet, den er durch Pusten fortbewegen kann. Aufgrund des Todes von Christopher Reeve, der kurz vor der Erstausstrahlung dieser Folge verstarb, wurde die Folge zunächst nicht gesendet, später jedoch wurde entschieden, die Episode in der darauffolgenden Staffel nachzuholen.
Der Animationsfilm Megamind parodiert Superman ebenfalls mit dem Charakter des Metro Man. Dieser ist in der Lage zu fliegen, hat übermenschliche Kräfte – und tolles Haar, wie dessen Gegenspieler bemerkt. Doch schon zu Beginn des Films hängt Metro Man seine Superheldenkarriere an den Nagel und täuscht seinen Tod vor, da ihm sein Job zu routinemäßig wurde. Wie Superman wurde Metro Man auf die Erde geschickt und kommt ursprünglich als Außerirdischer von einem anderen Planeten.
Auch Underdog, eine Zeichentrickserie von 1964, ist eine Superman-Parodie. Der Cartoonhund Shoeshine Boy ist in Wirklichkeit der Superheld Underdog. Wenn Bösewichte auftreten, zieht sich Shoeshine Boy in eine Telefonzelle zurück, um sich dort in den Superhelden zu verwandeln und das Böse zu bekämpfen. Underdog spricht, im Gegensatz zu seinem Alter Ego Shoeshine Boy, immer in Reimen. 2007 wurde auf Grundlage dieser Serie ein Spielfilm gedreht, nur dass Shoeshine ein echter Hund ist und nicht wie manche Tiere in der Serie ein Mix aus Mensch und Tier.